# Нові Атаї
Но́ві Ата́ї (рос. Новые Атаи, чув. Çĕнĕ Атикасси) — присілок у Чувашії Російської Федерації, у складі Староатайського сільського поселення Красночетайського району.
Населення — 220 осіб (2010; 273 в 2002, 392 в 1979, 653 в 1939, 707 в 1927, 523 в 1897, 239 в 1860, 145 в 1795). Національний склад — чуваші, росіяни.
Національний склад (2002):
- чуваші — 99 %

## Історія
Історична назва — Нова, Сенял. Засновано у кінці 18 століття як околоток Новий присілку Атаї (нині у складі присілку Старі Атаї). До 1835 року селяни мали статус державних, до 1863 року — статус удільних, займались землеробством, тваринництвом, виробництвом тканин та борошна. У кінці 19 століття діяло 5 вітряків. 1930 року створено колгосп «імені Карла Маркса». До 1920 року присілок входив до складу Атаєвської волості Курмиського (у період 1835–1863 років — у складі Атаєвського удільного приказу), до 1927 року — до складу Ядринського повіту. З переходом на райони 1927 року — спочатку у складі Красночетайського, у період 1962–1965 років — у складі Шумерлинського, після чого знову переданий до складу Красночетайського району.

## Господарство
У присілку діють фельдшерсько-акушерський пункт, клуб, бібліотека, стадіон та магазин.